# Список эпизодов телесериала «Убойный отдел» (1993)
«Убойный отдел» (англ. Homicide: Life on the Street) — американский детективный телесериал в жанре «полицейская драма». С января 1993 года по май 1999 года было снято 7 сезонов, всего 122 эпизода. Основой сценария стала документальная книга Дэвида Саймона «Homicide: A Year on the Killing Streets».
Сериал демонстрировался на канале NBC с 31 января 1993 года. Во время первой трансляции некоторые серии показывались не в том порядке, в котором снимались, поэтому иногда номер серии и производственный код не совпадают. Последняя серия была показана 21 мая 1999 года. Телесериал многократно выигрывал престижные премии в области телевидения. В России телесериал демонстрировался на телеканале «Пятый канал».
Телесериал рассказывает о полицейских Балтимора, работающих в отделе по расследованию убийств. Одной из двух смен отдела по расследованию убийств полиции Балтимора руководит лейтенант Эл Джиарделло. Всё начинается с того, что в отдел приходит новичок Тим Бейлис, в прошлом работавший в охране мэра города. Его напарником становится Фрэнк Пэмблтон. Вместе со своими коллегами, детективами Стивом Кросетти, Мелдриком Льюисом, Бо Фелтоном, Кей Хоуард, Стэнли Боландером и Джоном Манчем, им приходится иметь дело как с убийствами, совершёнными на бытовой почве, так и с профессиональными преступниками и серийными убийцами. Одновременно с этим развивалась личная жизнь главных персонажей телесериала.
13 февраля 2000 года вышел сделанный для телевидения фильм Жана де Сегонзака «Убойный отдел. Фильм». Это было непосредственное продолжение телесериала и стало его финалом.

## Описание сезонов
| Сезон | Сезон          | Количество эпизодов | Премьера первого эпизода | Премьера последнего эпизода | Дата выхода DVD  | Дата выхода DVD | Дата выхода DVD | Рейтинг Нильсена |
| Сезон | Сезон          | Количество эпизодов | Премьера первого эпизода | Премьера последнего эпизода | Регион 1         | Регион 2        | Регион 4        | Рейтинг Нильсена |
| ----- | -------------- | ------------------- | ------------------------ | --------------------------- | ---------------- | --------------- | --------------- | ---------------- |
|       | 1              | 9                   | 31 января 1993           | 31 марта 1993               | н/д              | н/д             | н/д             | #24—12,717,000   |
|       | 2              | 4                   | 6 января 1994            | 27 января 1994              | н/д              | н/д             | н/д             | н/д              |
|       | 3              | 20                  | 14 октября 1994          | 5 мая 1995                  | 28 октября 2003  | н/д             | н/д             | #89—7,822,800    |
|       | 4              | 22                  | 20 октября 1995          | 17 мая 1996                 | 30 марта 2004    | н/д             | н/д             | #66—8,535,100    |
|       | 5              | 22                  | 20 сентября 1996         | 16 мая 1997                 | 28 сентября 2004 | н/д             | н/д             | #68—7,760,000    |
|       | 6              | 23                  | 17 октября 1997          | 8 мая 1998                  | 25 января 2005   | н/д             | н/д             | #77—7,546,000    |
|       | 7              | 22                  | 25 сентября 1998         | 21 мая 1999                 | 28 июня 2005     | н/д             | н/д             | #66—10,238,200   |
|       | фильм          | 1                   | 13 февраля 2000          | 13 февраля 2000             | 22 мая 2001      | н/д             | н/д             | н/д              |
|       | полное издание | 122                 | —                        | —                           | н/д              | н/д             | 3 октября 2012  | н/д              |

### Первый сезон (1993)
| Номер | Название                           | Режиссёр        | Сценарий                      | Приглашённая звезда                             | Дата премьеры   | Произв. код |
| --- | ---------------------------------- | --------------- | ----------------------------- | ----------------------------------------------- | --------------- | ----------- |
| 1 (1x01) | (англ. Gone for Goode)             | Барри Левинсон  | Пол Аттанасио                 | Стив Харрис                                     | 31 января 1993  | 101         |
| В отдел убийств приходит новичок Тим Бейлис, раньше работавший в охране мэра. Начальник отдела лейтенант Эл Джиарделло вынуждает лучшего детектива Фрэнка Пэмблтона взять Бейлиса в напарники. Стэнли Боландер уговаривает своего напарника Джона Манча заняться расследованием убийства девушки, которое произошло несколько месяцев назад. Боландер знакомится в морге с женщиной-патологоанатомом Кэрол Блис. Мелдрик Льюис и Стив Кросетти занимаются делом Кэлпурнии Чёрч, которая убивает своих родственников ради страховки. Бейлис выезжает на своё первое дело — убийство 11-летней чернокожей девочки Адены Уотсон.                                                                    |                                    |                 |                               |                                                 |                 |             |
| |                                    |                 |                               |                                                 |                 |             |
| 2 (2x01) | (англ. Ghost of a Chance)          | Мартин Кэмпбелл | Ноэль Бен                     | Гвен Вердон                                     | 3 февраля 1993  | 102         |
| Хоуард вынуждена искать дополнительные улики для доказательства виновности человека, подозреваемого в убийстве девушки. Она расстроена тем, что её расследование зашло в тупик, однако дух жертвы приводит её к новым доказательствам. Доктор Блис выясняет, что Адену Уотсон изнасиловали перед убийством. Бейлис и Пэмблтон продолжают расследовать убийство девочки. |                                    |                 |                               |                                                 |                 |             |
| |                                    |                 |                               |                                                 |                 |             |
| 3 (3x01) | (англ. Son of a Gun)               | Ник Гомес       | Джеймс Йошимура               | Эди Фалко и Луис Гусман                         | 10 февраля 1993 | 104         |
| Кто-то стреляет в офицера Криса Тормана, ученика Кросетти, в результате чего тот получает тяжёлое ранение. Кросетти просит Джиарделло отдать это дело ему. Бейлис и Пэмблтон продолжают заниматься расследованием убийства Адены Уотсон. К делу Кэлпурнии Чёрч подключаются Хоуард и Фелтон. |                                    |                 |                               |                                                 |                 |             |
| |                                    |                 |                               |                                                 |                 |             |
| 4 (4x01) | (англ. A Shot in the Dark)         | Брюс Пэлтроу    | Джордж Замакона               | Эди Фалко                                       | 24 февраля 1993 | 105         |
| Бейлис выдвигает версию, что Адену Уотсон изнасиловал и убил местный араббер. Кросетти продолжает расследование покушения на убийство Тормана. У Боландера и доктора Блис начинается новый этап в отношениях. |                                    |                 |                               |                                                 |                 |             |
| |                                    |                 |                               |                                                 |                 |             |
| 5 (5x01) | (англ. Three Men and Adenae)       | Мартин Кэмпбелл | Том Фонтана                   | Моузес Ганн                                     | 3 марта 1993    | 106         |
| Бейлис и Пэмблтон допрашивают Рисли Такера — чернокожего араббера, главного подозреваемого в изнасиловании и убийстве Адены Уотсон, которое они расследовали последний месяц. У них есть 12 часов, чтобы добиться от него признания. |                                    |                 |                               |                                                 |                 |             |
| |                                    |                 |                               |                                                 |                 |             |
| 6 (6x01) | (англ. A Dog and Pony Show)        | Алан Тейлор     | Том Фонтана и Джеймс Йошимура | Эди Фалко, Майкл Константин и Лиза Гэй Хэмилтон | 10 марта 1993   | 107         |
| Хоуард и Фелтон собирают улики против наркоторговца Пони Джонсона, которого они подозревают в убийстве двух человек. Бейлис возмущён, что ему с Пэмблтоном приходится расследовать убийство полицейского пса. Кросетти навещает Тормана, который после ранения потерял зрение. Боландер знакомится с сыном доктора Блис. |                                    |                 |                               |                                                 |                 |             |
| |                                    |                 |                               |                                                 |                 |             |
| 7 (7x01) | (англ. And the Rockets Dead Glare) | Питер Маркл     | Джордж Замакона               | Бай Лин                                         | 17 марта 1993   | 108         |
| Льюис и Кросетти вызваны на расследование убийства студента, китайца по национальности, в 1989 году участвовавшего в демонстрации на площади Тяньаньмэнь. По ходу расследования они едут в Вашингтон, чтобы посетить китайское посольство. Хоуард и Фелтон приходят в суд, где выступают свидетелями по делу Пони Джонсона. |                                    |                 |                               |                                                 |                 |             |
| |                                    |                 |                               |                                                 |                 |             |
| 8 (8x01) | (англ. Smoke Gets in Your Eyes)    | Уэйн Юинг       | Том Фонтана и Джеймс Йошимура | Джон Уотерс                                     | 24 марта 1993   | 109         |
| Боландер и Манч расследуют убийство подростка, члена одной из банд. Хоуард и Бейлис пытаются бросить курить. Джиарделло случайно раскрывает ремонтные работы, которые ведутся в тайне этажом выше и могут навредить здоровью его сотрудников. Бейлис, Хоуард, Фелтон и Пэмблтон сидят в засаде, чтобы арестовать подозреваемого в двух убийствах. |                                    |                 |                               |                                                 |                 |             |
| |                                    |                 |                               |                                                 |                 |             |
| 9 (9x01) | (англ. Night of the Dead Living)   | Майкл Леманн    | Том Фонтана и Фрэнк Пульезе   | Н’Буш Райт                                      | 31 марта 1993   | 103         |
| Детективы отдела выходят на работу в одну из ночных смен сентября. Город переживает самую жаркую ночь в году. К тому же в здании сломался кондиционер, и все детективы, кроме Пэмблтона, страдают от жары. Бейлис находит нового подозреваемого по делу Адены Уотсон, но им оказывается 12-летний мальчик. Джиарделло приносит подброшенного ребёнка. В отдел поступают телефонные сообщения о том, что человек в костюме Санта-Клауса хочет совершить самоубийство. Кросетти узнаёт, что его дочь привела в дом парня. Хоуард расстроена тем, что у её сестры обнаружили опухоль в груди. Манч волнуется по поводу расставания с девушкой, а Боландер размышляет, не позвонить ли доктору Блис. |                                    |                 |                               |                                                 |                 |             |
| |                                    |                 |                               |                                                 |                 |             |

### Второй сезон (1994)
| Номер | Название                        | Режиссёр          | Сценарий                   | Приглашённая звезда                | Дата премьеры  | Произв. код |
| --- | ------------------------------- | ----------------- | -------------------------- | ---------------------------------- | -------------- | ----------- |
| 10 (1x02) | (англ. Bop Gun)                 | Стивен Джилленхал | Дэвид Саймон и Дэвид Миллс | Робин Уильямс и Джейк Джилленхол   | 6 января 1994  | 204         |
| Фелтон и Хоуард расследуют дело об убийстве туристки. Муж жертвы Роберт Эллисон, оставшийся с двумя детьми, тяжело переживает, что не смог защитить жену, и делится своими эмоциями с Хоуард. Когда подозреваемого в убийстве туристки арестовывают, Хоуард не верит его признанию, считая, что он выгораживает друзей.                     |                                 |                   |                            |                                    |                |             |
| |                                 |                   |                            |                                    |                |             |
| 11 (2x02) | (англ. See No Evil)             | Крис Менол        | Пол Аттанасио              | Уилфорд Бримли                     | 13 января 1994 | 201         |
| Все детективы должны побывать на беседе с психологом, но Боландер находит отговорки. Фелтон разрывается между дружбой и долгом при расследовании нового убийства. Его друг застрелил своего отца, больного раком, чтобы облегчить его муки. Фелтон просит Льюиса выдать это убийство за самоубийство.                                       |                                 |                   |                            |                                    |                |             |
| |                                 |                   |                            |                                    |                |             |
| 12 (3x02) | (англ. Black and Blue)          | Крис Менол        | Джеймс Йошимура            | Джулианна Маргулис                 | 20 января 1994 | 202         |
| Пэмблтон подозревает полицейского в убийстве наркоторговца. Джиарделло не хочет марать репутацию полиции и требует заняться другими подозреваемыми. Боландер встречает в кафе официантку Линду, которая разделяет его любовь к музыке. |                                 |                   |                            |                                    |                |             |
| |                                 |                   |                            |                                    |                |             |
| 13 (4x01) | (англ. A Many Splendored Thing) | Джон Макнотон     | Ноэль Бен                  | Джулианна Маргулис и Эдриэнн Шелли | 27 января 1994 | 203         |
| Расследование убийства молодой женщины приводит Бейлиса и Пэмблтона в компанию, предоставляющую услуги секса по телефону, и в клуб для садомазохистов. Льюис и Кросетти приезжает в библиотеку, где произошло убийство из-за дешёвой ручки. Боландер с Линдой и Хоуард с прокурором Эдом Денверсом устраивают двойное свидание в ресторане. |                                 |                   |                            |                                    |                |             |
| |                                 |                   |                            |                                    |                |             |

### Третий сезон (1994—1995)
| Номер | Название                         | Режиссёр       | Сценарий                       | Приглашённая звезда      | Дата премьеры   | Произв. код |
| --- | -------------------------------- | -------------- | ------------------------------ | ------------------------ | --------------- | ----------- |
| 14 (1x03) | (англ. Nearer My God to Thee)    | Тим Хантер     | Джордж Замакона                | Тони Тодд                | 14 октября 1994 | 301         |
| Другая смена «убойного отдела» под руководством лейтенанта Меган Рассерт занимается убийством девушки-католички. Смена Джиарделло должна им помочь. Фелтон расходится со своей женой и встречается с Рассерт. Льюис и Манч решают открыть бар.                                                                             |                                  |                |                                |                          |                 |             |
| |                                  |                |                                |                          |                 |             |
| 15 (2x03) | (англ. Fits Like a Glove)        | Тед Демми      | Бонни Марк                     | Тони Тодд                | 21 октября 1994 | 302         |
| Убита ещё одна девушка-католичка. Серийный убийца оставляет на своих жертвах только белые перчатки. Делом занимается Пэмблтон. Бейлис присоединяется к Льюису и Манчу, которые собираются открыть бар. Жена Фелтона хочет с ним помириться.                                                                                |                                  |                |                                |                          |                 |             |
| |                                  |                |                                |                          |                 |             |
| 16 (3x03) | (англ. Extreme Unction)          | Кейт Гордон    | Ди Кейт Мано                   |                          | 28 октября 1994 | 303         |
| Расследование серийных убийств девушек продолжается. Убита уже третья девушка за 48 часов. Весь отдел занят этим делом. Фелтон пытается встретиться со своими детьми. У Пэмблтона кризис веры. Последние события в деле с белыми перчатками окончательно подрывают веру Пэмблтона в бога. Меган и Бо прекращают отношения. |                                  |                |                                |                          |                 |             |
| |                                  |                |                                |                          |                 |             |
| 17 (4x03) | (англ. A Model Citizen)          | Джон Макнотон  | Ноэль Бен                      | Том Лорен                | 11 ноября 1994  | 306         |
| Манч и Хоуард расследуют дело подростка, которого ранил собственный брат. Подозреваемая в серийных убийствах подаёт на Рассерт и Пэмблтона в суд. Льюис влюбляется в работницу прокуратуры Эмму Зул. Но она ему отказывает и проводит ночь с Бейлисом.                                                                     |                                  |                |                                |                          |                 |             |
| |                                  |                |                                |                          |                 |             |
| 18 (5x03) | (англ. Happy to Be Here)         | Ли Боннер      | Джули Мартин                   | Том Лорен                | 18 ноября 1994  | 307         |
| Манч и Боландер расследуют убийство наркоторговца. Льюис расследует убийство журналиста Сэма Торна, друга лейтенанта Джиарделло. Бейлис и Пэмблтон занимаются делом о странной смерти пожилой женщины. Фелтон пытается найти свою жену и детей. Бейлис продолжает отношения с Эммой Зул.                                   |                                  |                |                                |                          |                 |             |
| |                                  |                |                                |                          |                 |             |
| 19 (6x03) | (англ. Crosetti)                 | Уитни Рэнсик   | Джеймс Йошимура                | Эди Фалко                | 2 декабря 1994  | 304         |
| Кросетти, три дня не выходившего на работу, находят мёртвым в Чесапикском заливе. Боландер считает, что это самоубийство, Льюис требует расследовать дело как убийство. Из-за подозрительной смерти капитан Джордж Барнфазер и полковник Берт Грейнджер запрещают хоронить Кросетти с почётным караулом.                   |                                  |                |                                |                          |                 |             |
| |                                  |                |                                |                          |                 |             |
| 20 (7x03) | (англ. The Last of the Watermen) | Ричард Пирс    | Генри Бромелл и Том Фонтана    | Джон Доссет              | 9 декабря 1994  | 305         |
| Хоуард и Фелтон расследуют убийство пожилой женщины, которой отрезали язык и засунули обратно в рот. Хоуард уезжает в отпуск на родной штат, где ей приходится расследовать убийство эколога. Пэмблтон становится временным напарником Фелтона по делу Хоуард.                                                             |                                  |                |                                |                          |                 |             |
| |                                  |                |                                |                          |                 |             |
| 21 (8x03) | (англ. All Through the House)    | Питер Медак    | Генри Бромелл                  | Нэнси Маршан             | 16 декабря 1994 | 308         |
| Канун Рождества. Манч и Боландер расследуют убийство уличного Санта-Клауса. Манч вынужден провести вечер с десятилетним сыном жертвы. Рассерт и Льюис ищут убийцу молодой женщины, свидетельницы по важному делу. |                                  |                |                                |                          |                 |             |
| |                                  |                |                                |                          |                 |             |
| 22 (9x03) | (англ. Every Mother’s Son)       | Кеннет Финк    | Юджин Ли                       | Хоуи Мэндел              | 6 января 1995   | 310         |
| Пэмблтон и Бейлис расследуют убийство чернокожего подростка, которого застрелили в кегельбане. Манч и Льюис пытаются найти нормальных официанток для своего бара. Фелтон хочет найти своих жену и детей. |                                  |                |                                |                          |                 |             |
| |                                  |                |                                |                          |                 |             |
| 23 (10x03) | (англ. Cradle to Grave)          | Майлс Коннелл  | Дэвид Миллз                    | Аль Фриман               | 13 января 1995  | 311         |
| Льюис и Манч расследуют убийство члена банды мотоциклистов, которым занимается и ФБР. Пэмблтон по просьбе комиссара полиции расследует похищение конгрессмена. Однако после предательства комиссара, Пэмблтона понижают в звании. В знак протеста он уходит в отставку.                                                    |                                  |                |                                |                          |                 |             |
| |                                  |                |                                |                          |                 |             |
| 24 (11x03) | (англ. Partners)                 | Джон Макнотон  | Дэвид Рапел                    | Аль Фриман               | 20 января 1995  | 312         |
| Бывший напарник Рассерт, детектив Джонс, помогает ей в расследовании убийства наркоторговца. Бейлис и Джиарделло убеждают Пэмблтона вернуться на работу в отдел. Бар Манча, Льюиса и Бейлиса, наконец, открывается. |                                  |                |                                |                          |                 |             |
| |                                  |                |                                |                          |                 |             |
| 25 (12x03) | (англ. The City That Bleeds (1)) | Тим Хантер     | Джули Мартин и Джордж Замакона | Глория Рубен             | 27 января 1995  | 313         |
| Боландер, Манч, Хоуард и Фелтон приходят арестовать мужчину, подозреваемого в убийстве 10-летнего мальчика, но попадают в перестрелку. Все, кроме Манча, тяжело ранены. Пэмблтон расследует это дело. Бывший напарник Боландера Митч Драммонд предлагает свою помощь.                                                      |                                  |                |                                |                          |                 |             |
| |                                  |                |                                |                          |                 |             |
| 26 (13x03) | (англ. Dead End (2))             | Уитни Рэнсик   | Джули Мартин и Джордж Замакона | Дана Айви                | 3 февраля 1995  | 314         |
| Пэмблтон и Бейлис находят педофила, который подозревается в стрельбе в детективов. Фелтон чувствует свою вину за то, что Хоуард ранена. Капитан Джордж Барнфазер и полковник Берт Грейнджер приказывают Рассерт определить, виновен ли Джиарделло в ошибке, из-за которой произошла перестрелка.                           |                                  |                |                                |                          |                 |             |
| |                                  |                |                                |                          |                 |             |
| 27 (14x03) | (англ. End Game (3))             | Ли Боннер      | Роджерс Тарентайн              | Стив Бушеми              | 10 февраля 1995 | 315         |
| Бейлис и Пэмблтон находят стрелявшего в их коллег, им оказывается расист Гордон Прэтт. Из-за недостаточности улик Прэтта отпускают. Обстановка в убойном отделе накаляется до предела. Бейлис узнаёт о том, что кто-то застрелил Прэтта.                                                                                   |                                  |                |                                |                          |                 |             |
| |                                  |                |                                |                          |                 |             |
| 28 (15x03) | (англ. Law and Disorder)         | Джон Макнотон  | Джули Мартин и Бонни Марк      | Валери Перрин и Крис Нот | 24 февраля 1995 | 316         |
| Пэмблтон принимает заключённого, которого сопровождает детектив Майк Логан из Нью-Йорка. Бейлис назначен расследовать дело об убийстве Прэтта, но никто не хочет помогать ему в этой работе. Манч находит свой фотопортрет в художественной галерее.                                                                       |                                  |                |                                |                          |                 |             |
| |                                  |                |                                |                          |                 |             |
| 29 (16x03) | (англ. The Old and the Dead)     | Майкл Филдс    | Рэндел А. Андерсон             | Шон Хэтоси               | 3 марта 1995    | 317         |
| Джиарделло узнаёт, что полковник Грейнджер виновен во взяточничестве. Барнфазер становится полковником, а Рассерт — капитаном. Бейлис и Фелтон расследуют дело о скелете, найденном на заднем дворе балтиморского дома. Боландер и Манч вызваны на расследование убийства пожилой супружеской пары.                        |                                  |                |                                |                          |                 |             |
| |                                  |                |                                |                          |                 |             |
| 30 (17x03) | (англ. In Search of Crimes Past) | Кеннет Финк    | Джейн Смайли                   | Барнард Хьюз             | 14 апреля 1995  | 318         |
| Человек, 16 лет назад приговорённый к смертной казни по обвинению в убийстве, ожидает исполнения приговора, но в назначенный день его дочь захватывает в заложники полковника Барнфазера. Детективы вынуждены заново открыть дело: Боландер, Манч, Хоуард и Фелтон отправляются в архив.                                   |                                  |                |                                |                          |                 |             |
| |                                  |                |                                |                          |                 |             |
| 31 (18x03) | (англ. Nothing Personal)         | Тим Ван Патен  | Бонни Марк                     | Дин Уинтерс              | 21 апреля 1995  | 309         |
| Нераскрытые дела Кросетти распределяются между другими детективами. Хоуард достаётся самое сложное дело. Она с Фелтоном расследует старое дело об убийстве некой Эрики Чилтон, которую задушили в собственной постели. Джиарделло встречается с одной из подруг Рассерт.                                                   |                                  |                |                                |                          |                 |             |
| |                                  |                |                                |                          |                 |             |
| 32 (19x03) | (англ. Colors)                   | Питер Медак    | Том Фонтана                    | Дэвид Морс               | 28 апреля 1995  | 319         |
| Пэмблтон и Боландер работают в паре. Вдвоём они расследуют убийство студента из Турции, которого застрелил двоюродный брат Бейлиса, Джим. Тим и Фрэнк находятся на грани конфликта из-за этого дела. Льюис нанимает свою бабушку для работы в баре.                                                                        |                                  |                |                                |                          |                 |             |
| |                                  |                |                                |                          |                 |             |
| 33 (20x03) | (англ. The Gas Man)              | Барри Левинсон | Генри Бромелл                  | Бруно Кёрби              | 5 мая 1995      | 320         |
| Бейлис обижен на Пэмблтона за прошлое дело. Вдвоём они расследуют убийство предсказательницы. Из тюрьмы выходит преступник, отсидевший 6 лет, его когда-то посадил Пэмблтон. Он решает отомстить детективу. |                                  |                |                                |                          |                 |             |
| |                                  |                |                                |                          |                 |             |

### Четвертый сезон (1995—1996)
| Номер | Название                    | Режиссёр                    | Сценарий                            | Приглашённая звезда                              | Дата премьеры   | Произв. код |
| --- | --------------------------- | --------------------------- | ----------------------------------- | ------------------------------------------------ | --------------- | ----------- |
| 34 (1x04) | (англ. Fire (1))            | Тим Хантер                  | Джули Мартин                        |                                                  | 20 октября 1995 | 401         |
| Боландер и Фелтон отправлены в отпуск на 5 месяцев. Пэмблтон и Бейлис расследуют дело о неопознанном трупе, найденном на месте подожжённого склада. К ним присоединяется детектив Майк Келлерман из отдела по расследованию поджогов. Хоуард и Манч хотят сдать экзамены на сержантов.                                                           |                             |                             |                                     |                                                  |                 |             |
| |                             |                             |                                     |                                                  |                 |             |
| 35 (2x04) | (англ. Fire (2))            | Ник Гомес                   | Джек Бер                            |                                                  | 27 октября 1995 | 402         |
| Бейлис и Пэмблтон расследуют дело о втором поджоге и ещё одном сгоревшем трупе. Детектива Келлермана приглашают работать в отдел убийств. Он работает в паре с Пэмблтоном. Хоуард сдаёт экзамены на сержанта, Манч на них не приходит. Бейлис страдает от болей в спине.                                                                         |                             |                             |                                     |                                                  |                 |             |
| |                             |                             |                                     |                                                  |                 |             |
| 36 (3x04) | (англ. Autofocus)           | Алан Тейлор                 | Бонни Марк                          | Иллеана Дуглас                                   | 3 ноября 1995   | 403         |
| Из-за утечки газа отделу приходится переехать в здание банка. Келлерман становится напарником Льюиса. Вместе они расследуют убийство пожилой женщины. Детективы знакомятся с молодым оператором Броди. Хоуард становится сержантом. Она и Манч становятся близкими друзьями.                                                                     |                             |                             |                                     |                                                  |                 |             |
| |                             |                             |                                     |                                                  |                 |             |
| 37 (4x04) | (англ. Thrill Of The Kill)  | Тим Хантер                  | Джордж Замакона                     | Джефри Донован                                   | 11 ноября 1995  | 406         |
| Детективы отдела работают совместно с ФБР. Они пытаются найти запойного убийцу, действующего на автомагистрали I-95, который за сутки застрелил 5 человек. Джиарделло ждёт свою дочь, которая едет из другого города. |                             |                             |                                     |                                                  |                 |             |
| |                             |                             |                                     |                                                  |                 |             |
| 38 (5x04) | (англ. Hate Crimes)         | Питер Уэллер                | Джеймс Йошимура и Том Фонтана       | Терри О’Куинн                                    | 17 ноября 1995  | 407         |
| Пэмблтон и Бейлис расследуют убийство мужчины-гомосексуалиста, которое совершили скинхэды. Льюис возвращается к делу об убийстве Эрики Чилтон, которое когда-то вёл Кросетти, но потом оно досталось Хоуард, однако она не смогла раскрыть его. Льюис и Хоуард на грани столкновения из-за этого дела.                                           |                             |                             |                                     |                                                  |                 |             |
| |                             |                             |                                     |                                                  |                 |             |
| 39 (6x04) | (англ. A Doll’s Eyes)       | Кеннет Финк                 | Джеймс Йошимура                     | Марша Гей Харден                                 | 1 декабря 1995  | 404         |
| Кто-то стреляет в маленького мальчика, но тот не умирает, а впадает в кому. Пэмблтон с Бейлисом расследуют это дело. Оба детектива сильно переживают из-за этого. В Балтимор приезжает римский папа. |                             |                             |                                     |                                                  |                 |             |
| |                             |                             |                                     |                                                  |                 |             |
| 40 (7x04) | (англ. Heartbeat)           | Бруно Кирби                 | Кевин Аркади                        | Джефри Донован                                   | 8 декабря 1995  | 405         |
| Льюис и Келлерман расследуют изнасилование и убийство молодой женщины. Когда они допрашивают подозреваемого, он сообщает им об убийстве, совершённом 10 лет назад по сюжету одной из новелл Эдгара Аллана По. Это дело расследуют Хоуард и Манч.                                                                                                 |                             |                             |                                     |                                                  |                 |             |
| |                             |                             |                                     |                                                  |                 |             |
| 41 (8x04) | (англ. Sniper (1))          | Жан де Сегонзак             | Жан Дженнис и Филлис Мёрфи          | Джей Лено                                        | 5 января 1996   | 408         |
| Снайпер с крыши расстреливает трёх случайных прохожих и оставляет детективам ключи к его поимке. Потом он расстреливает ещё двух человек. Меган Рассерт понижают в должности. Броди начинает съёмку документального фильма о работе отдела. |                             |                             |                                     |                                                  |                 |             |
| |                             |                             |                                     |                                                  |                 |             |
| 42 (9x04) | (англ. Sniper (2))          | Дарнелл Мартин              | Эдвард Голд                         | Дж. Смит-Камерон                                 | 12 января 1996  | 410         |
| Атмосфера накаляется до предела после того, как новый снайпер расстреливает ещё трёх человек. Манч сильно беспокоится за безопасность Хоуард. Пэмблтон заставляет жену носить бронежилет. Джиарделло просит помощи у Рассерт, хотя это является грубым нарушением устава.                                                                        |                             |                             |                                     |                                                  |                 |             |
| |                             |                             |                                     |                                                  |                 |             |
| 43 (10x04) | (англ. The Hat)             | Питер Медак                 | Аня Эпштейн                         | Лили Томлин                                      | 19 января 1996  | 411         |
| Льюис и Келлерман едут в Пенсильванию, чтобы привезти оттуда женщину, подозреваемую в убийстве мужа. Джиарделло надеется на продвижение по службе, но вместо него капитаном становится некомпетентный детектив Гэфни. |                             |                             |                                     |                                                  |                 |             |
| |                             |                             |                                     |                                                  |                 |             |
| 44 (11x04) | (англ. I’ve Got A Secret)   | Гвен Арнер                  | Мария Легаспи                       | Мими Кеннеди                                     | 2 февраля 1996  | 412         |
| Пэмблтон и Бейлис расследуют убийство чернокожего мужчины Гэбриэла Слейтона, труп которого нашли в автомобиле. Льюис пытается встретиться с братом, но тот не хочет его видеть. Хоуард скрывает от всех имя своего нового возлюбленного. |                             |                             |                                     |                                                  |                 |             |
| |                             |                             |                                     |                                                  |                 |             |
| 45 (12x04) | (англ. For God And Country) | Эд Шерин                    | Джордж Замакона и Майкл С. Чернучин | Джерри Орбах, Бенджамин Брэтт и Джей Кей Симмонс | 9 февраля 1996  | 413         |
| Пэмблтон считает, что человек, которого подозревают в организации газовой атаки в Нью-Йорке, пять лет назад совершил то же самое преступление в Балтиморе. Вместе с Бейлисом они едут в Нью-Йорк. Нью-йоркские детективы Лени Бриско и Рей Кёртис приезжают в Балтимор.                                                                          |                             |                             |                                     |                                                  |                 |             |
| |                             |                             |                                     |                                                  |                 |             |
| 46 (13x04) | (англ. Justice (1))         | Майкл Редфорд               | Дэвид Рапел                         | Брюс Кэмпбелл                                    | 16 февраля 1996 | 414         |
| Манч и Рассерт расследуют убийство бывшего полицейского, чей труп нашли на кладбище. Когда обвиняемого Кеннета Деймона оправдывают на суде, сын жертвы и друг Льюиса Джейк Родзински, который тоже служит в полиции, хочет осуществить самосуд.                                                                                                  |                             |                             |                                     |                                                  |                 |             |
| |                             |                             |                                     |                                                  |                 |             |
| 47 (14x04) | (англ. Justice (2))         | Питер Медак                 | Дэвид Саймон                        | Брюс Кэмпбелл                                    | 23 февраля 1996 | 415         |
| На мусорной свалке найден труп застреленного Кеннета Деймона. Келлерман расследует это убийство, но Льюиса не допускают до этого дела из-за Джейка Родзински, главного подозреваемого. Льюис сталкивается с предательством полицейского. |                             |                             |                                     |                                                  |                 |             |
| |                             |                             |                                     |                                                  |                 |             |
| 48 (15x04) | (англ. Stakeout)            | Джон Макнотон               | Ноэль Бен                           | Кейт Уолш                                        | 15 марта 1996   | 416         |
| Детективы убойного отдела узнают о серийном убийце, который закопал 11 мальчиков неподалёку от городского парка. Сменяя друг друга, 24 часа они наблюдают за домом предполагаемого убийцы. Бейлис узнаёт о смерти Ризли Такера, которого подозревали в убийстве Адены Уотсон. Бейлис подумывает об уходе из отдела, и все из-за этого волнуются. |                             |                             |                                     |                                                  |                 |             |
| |                             |                             |                                     |                                                  |                 |             |
| 49 (16x04) | (англ. Requiem For Adena)   | Ли Боннер                   | Джули Мартин                        | Крис Рок                                         | 29 марта 1996   | 417         |
| Пемблтон и Бейлис вызваны на расследование дела о трупе чернокожей девочки с многочисленными ножевыми ранениями. Это убийство напоминает Бейлису дело Адены Уотсон. Хоуард узнаёт, что Броди влюблён в неё. |                             |                             |                                     |                                                  |                 |             |
| |                             |                             |                                     |                                                  |                 |             |
| 50 (17x04) | (англ. Full Moon)           | Лесли Либман и Лари Уильямс | Эрик Овермайер                      |                                                  | 5 апреля 1996   | 418         |
| Льюис и Келлерман расследуют убийство ранее судимого мужчины Чарли Уэллса, которое произошло в захудалом мотеле «New Moon». Большинство из постояльцев мотеля – мигранты. Каждый постоялец находится под подозрением. |                             |                             |                                     |                                                  |                 |             |
| |                             |                             |                                     |                                                  |                 |             |
| 51 (18x04) | (англ. Scene Of The Crimel) | Кэти Бэйтс                  | Аня Эпштейн и Дэвид Сноу            |                                                  | 12 апреля 1996  | 409         |
| Льюис и Келлерман вызваны на расследование убийства чернокожего наркодилера, которого сбросили с 9-го этажа. Чернокожие мусульманские активисты мешают детективам расследовать убийство. Рассерт и Хоуард выясняют, что бездействие полицейского привело к гибели двух подростков. Манч обрадован известием о том, что 1 июня приедет Боландер.  |                             |                             |                                     |                                                  |                 |             |
| |                             |                             |                                     |                                                  |                 |             |
| 52 (19x04) | (англ. Map Of The Heart)    | Кларк Джонсон               | Майкл Уэйли                         | Терри Кинни                                      | 26 апреля 1996  | 419         |
| Бейлис и Пемблтон расследуют смерть известного и скандального адвоката Эндрю Клиффорда, который утонул в бассейне. Делом интересуются сотрудники Агентства национальной безопасности, которые мешают работать детективам. Келлерман хочет найти того, кто ворует еду в отделе.                                                                   |                             |                             |                                     |                                                  |                 |             |
| |                             |                             |                                     |                                                  |                 |             |
| 53 (20x04) | (англ. The Damage Done)     | Джейс Александер            | Джордж Замакона                     |                                                  | 3 мая 1996      | 420         |
| Льюис и Келлерман расследуют убийство семьи из 3 человек, которые торговали наркотиками. Кроме того, в ту же ночь неподалёку произошло ещё одно убийство. Детективы отдела впервые сталкиваются с крупным наркоторговцем Лютером Махоуни, причастным к этим убийствам.                                                                           |                             |                             |                                     |                                                  |                 |             |
| |                             |                             |                                     |                                                  |                 |             |
| 54 (21x04) | (англ. The Wedding)         | Алан Тейлор                 | Генри Бромелл                       |                                                  | 10 мая 1996     | 421         |
| Хоуард расследует убийство ведущего радиошоу. Льюис объявляет, что сегодня женится, но Манч считает, что это розыгрыш. Хоуард приводит сестру в отдел, и ей начинают интересоваться Келлерман и Бейлис. Во время свадьбы Льюиса у жены Пэмблтона Мэри начинаются роды.                                                                           |                             |                             |                                     |                                                  |                 |             |
| |                             |                             |                                     |                                                  |                 |             |
| 55 (22x04) | (англ. Work Related)        | Жан де Сегонзак             | Том Фонтана                         | Анна Белкнап                                     | 17 мая 1996     | 422         |
| Льюис возвращается на работу после медового месяца. Пэмблтон и Бейлис вызваны в кафе, где произошла перестрелка, которая закончилась убийством двух человек. Жена Пэмблтона родила девочку, ей дали имя Оливия. Во время допроса подозреваемого с Пэмблтоном случается инсульт, и его увозят в больницу.                                         |                             |                             |                                     |                                                  |                 |             |
| |                             |                             |                                     |                                                  |                 |             |

### Пятый сезон (1996—1997)
| Номер | Название                                 | Режиссёр                    | Сценарий                                        | Приглашённая звезда                    | Дата премьеры    | Произв. код |
| --- | ---------------------------------------- | --------------------------- | ----------------------------------------------- | -------------------------------------- | ---------------- | ----------- |
| 56 (1x05) | (англ. Hostage (1))                      | Тед Демми                   | Джеймс Йошимура                                 |                                        | 20 сентября 1996 | 501         |
| Рассерт уезжает во Францию. Гэнфи считает, что она уехала из-за беременности. Пэмблтон возвращается к работе, несмотря на протесты высшего начальства. Манч и Бейлис расследуют зверское убийство пожилой женщины, единственный свидетель которого — чёрный боров Энджи.                                                                      |                                          |                             |                                                 |                                        |                  |             |
| |                                          |                             |                                                 |                                        |                  |             |
| 57 (2x05) | (англ. Hostage (2))                      | Жан де Сегонзак             | Джули Мартин                                    |                                        | 27 сентября 1996 | 502         |
| Преступник, захвативший заложников, просит, чтобы к нему привезли его Энджи. Когда этого не происходит, он открывает огонь. В итоге убито 4 человека. Пэмблтон пытается продолжать работу. Джиарделло в ярости от того, что преступник может избежать наказания. Хоуард узнаёт, что Денверс женится.                                          |                                          |                             |                                                 |                                        |                  |             |
| |                                          |                             |                                                 |                                        |                  |             |
| 58 (3x05) | (англ. Prison Riot)                      | Кеннет Финк                 | Том Фонтана                                     |                                        | 18 октября 1996  | 503         |
| Во время беспорядков в тюрьме зверски убиты двое заключённых, оба судимые за убийство, а также есть много раненых. Все, кроме Пэмблтона, едут на расследование. Френк огорчён и не хочет принимать лекарства. |                                          |                             |                                                 |                                        |                  |             |
| |                                          |                             |                                                 |                                        |                  |             |
| 59 (4x05) | (англ. Bad Medicine)                     | Кеннет Финк                 | Дэвид Саймон                                    |                                        | 25 октября 1996  | 504         |
| Келлермана отстраняют от оперативной работы, так как его подозревают в коррупции. Льюис вместе с новым детективом Терри Стайверс из отдела наркотиков занимается убийством наркоторговца. Дело опять связано с Лютером Махоуни. |                                          |                             |                                                 |                                        |                  |             |
| |                                          |                             |                                                 |                                        |                  |             |
| 60 (5x05) | (англ. M.E., Myself And I)               | Майкл Филдс                 | Лайл Уэлдон и Эмили Уайтселл                    |                                        | 11 ноября 1996   | 505         |
| Новый глава службы судмедэкспертизы доктор Джулиана Кокс присоединяется к расследованию убийства проститутки, которое ведут Льюис и Бейлис. Агент ФБР проводит с детективами беседы о Келлермане. Пэмблтон и его жена празднуют годовщину свадьбы.                                                                                            |                                          |                             |                                                 |                                        |                  |             |
| |                                          |                             |                                                 |                                        |                  |             |
| 61 (6x05) | (англ. White Lies)                       | Питер Уэллер                | Аня Эпштейн                                     |                                        | 18 ноября 1996   | 506         |
| Статья о деле Келлермана появляется в «The Baltimore Sun». Джиарделло на грани отчаяния. Пэмблтон открывает старое дело об убийстве женщины, которую застрелили в автомобиле. Манч расследует дело о смерти женщины, которую нашли в собственной кровати. Он подозревает её мужа в убийстве, но доктор Кокс с ним не согласна.                |                                          |                             |                                                 |                                        |                  |             |
| |                                          |                             |                                                 |                                        |                  |             |
| 62 (7x05) | (англ. The Heart Of Saturday Night)      | Уит Стилман                 | Генри Бромелл                                   | Розанна Аркетт                         | 15 ноября 1996   | 507         |
| Льюис и Манч расследуют ограбление автомобиля, во время которого пропала трёхлетняя дочь жертвы. Джиарделло расследует убийство в баре «Береговая линия» (который принадлежит Манчу, Льюису и Бейлису). В отделе не хватает людей. |                                          |                             |                                                 |                                        |                  |             |
| |                                          |                             |                                                 |                                        |                  |             |
| 63 (8x05) | (англ. The True Test)                    | Алан Тейлор                 | Ноэль Бен                                       | Элайджа Вуд                            | 22 ноября 1996   | 508         |
| Льюис и Бейлис расследуют убийство чернокожего парня в школе-интернате, причём жертву жестоко искололи ножом. Фрэнк Пэмблтон сдаёт сложные экзамены и наконец-то возвращается к полноценной полицейской работе. |                                          |                             |                                                 |                                        |                  |             |
| |                                          |                             |                                                 |                                        |                  |             |
| 64 (9x05) | (англ. Control)                          | Жан де Сегонзак             | Лес Картер и Сьюзен Сиско                       |                                        | 6 декабря 1996   | 509         |
| Пэмблтон и Бейлис расследуют тройное убийство: разведённой женщины и её детей. Льюис и Манч занимаются убийством ещё одного наркоторговца, которое вновь выводит их на наркоторговца Лютера Махоуни. Келлерман получает повестку в суд. Он проводит ночь с Джулианой Кокс.                                                                    |                                          |                             |                                                 |                                        |                  |             |
| |                                          |                             |                                                 |                                        |                  |             |
| 65 (10x05) | (англ. Blood Wedding)                    | Кевин Хукс                  | Мэтью Уиттен                                    | Аль Фриман                             | 13 декабря 1996  | 510         |
| Пэмблтон расследует дело об убийстве невесты прокурора Денверса, которую застрелили прямо в магазине посреди дня. Броди ищет жильё, он готов поселиться даже в морге. Джиарделло узнаёт правду о продвижении по службе своего соперника Гэфни.                                                                                                |                                          |                             |                                                 |                                        |                  |             |
| |                                          |                             |                                                 |                                        |                  |             |
| 66 (11x05) | (англ. The Documentary)                  | Барбара Копл                | Эрик Овермайер                                  | Барри Левинсон                         | 3 января 1997    | 511         |
| Канун Нового года, в отделе его скромно празднуют. Детективы смотрят документальный фильм об «убойном отделе», созданный Броди. Они вспоминают об убийстве молодого парня, которого застрелил его сосед. |                                          |                             |                                                 |                                        |                  |             |
| |                                          |                             |                                                 |                                        |                  |             |
| 67 (12x05) | (англ. Betrayal)                         | Кларк Джонсон               | Гэй Уэлч                                        |                                        | 10 января 1997   | 512         |
| Пэмблтон и Бейлис расследуют странную смерть молодой девушки. Келлерман предстаёт перед судом. Он советуется с Кокс. Бейлис говорит Пэмблтону, что больше не хочет быть его напарником. Келлерман даёт последние показания. |                                          |                             |                                                 |                                        |                  |             |
| |                                          |                             |                                                 |                                        |                  |             |
| 68 (13x05) | (англ. Have A Conscience)                | Ули Эдел                    | Джеймс Йошимура                                 |                                        | 17 января 1997   | 513         |
| Гэфни издевается над оправданным Келлерманом. Келлерман с Льюисом расследуют дело об убийстве корейца, владельца магазина, который пытался бороться с наркоторговцами. Расследование вновь выводит детективов на Лютера Махоуни. |                                          |                             |                                                 |                                        |                  |             |
| |                                          |                             |                                                 |                                        |                  |             |
| 69 (14x05) | (англ. Diener)                           | Кайл Секор                  | Кристофер Кайл                                  |                                        | 31 января 1997   | 514         |
| Льюиса и Пэмблтона назначают напарниками, и это не нравится им обоим. Они расследуют убийство известной богатой женщины-меценатки. Детективы приходят к выводу что мотивом для убийства одной из самых богатых женщин города стало простое кольцо. Жена Пэмблтона Мэри просит Бейлиса снова стать напарником её мужа.                         |                                          |                             |                                                 |                                        |                  |             |
| |                                          |                             |                                                 |                                        |                  |             |
| 70 (15x05) | (англ. Wu’s On First)                    | Тим Маккен                  | Дэвид Саймон и Аня Эпштейн                      | Джоан Чэнь, Эрик Штольц и Тейт Донован | 7 февраля 1997   | 515         |
| Убит полицейский. Дело ведёт Пэмблтон, но новый репортёр «The Baltimore Sun» Элизабет Ву заставляет взять её в напарники. В город приезжают братья Келлермана — Дрю и Грег. Они скрываются от букмекера, которому задолжали 18 000 долларов.                                                                                                  |                                          |                             |                                                 |                                        |                  |             |
| |                                          |                             |                                                 |                                        |                  |             |
| 71 (16x05) | (англ. Valentine’s Day)                  | Кларк Джонсон               | Том Фонтана                                     | Нил Патрик Харрис                      | 14 февраля 1997  | 516         |
| Манч и Хоуард расследуют дело о самоубийстве в студенческом общежитии. Пэмблтон и его жена встречаются с консультантом по вопросам брака. Бейлис и Келлерман пытаются найти связь между двумя взрывами, в ходе которых погибло 2 человека. Они считают, что их организовал Лютер Махоуни.                                                     |                                          |                             |                                                 |                                        |                  |             |
| |                                          |                             |                                                 |                                        |                  |             |
| 72 (17x05) | (англ. Kaddish)                          | Жан де Сегонзак             | Линда Макгибни                                  | Ли Тергесен и Эди Фалко                | 21 февраля 1997  | 517         |
| Манч расследует изнасилование и убийство молодой женщины, с которой он учился в одной школе и был влюблён в неё. Расследуя это дело, Манч размышляет о своём отступлении от иудаизма. Пэмблтон пытается справиться с мыслью, что Мэри оставила его.                                                                                           |                                          |                             |                                                 |                                        |                  |             |
| |                                          |                             |                                                 |                                        |                  |             |
| 73 (18x05) | (англ. Double Blind)                     | Ули Эдел                    | Ли Блессинг и Джин Блейк                        |                                        | 11 апреля 1997   | 518         |
| Бейлис и Пэмблтон расследуют убийство мужчины, которого застрелила его дочь. Льюис вместе с Крисом Торманом и его женой узнают, что человек, искалечивший Тормана, может выйти на свободу досрочно. Втроём они вспоминают Стива Кросетти. |                                          |                             |                                                 |                                        |                  |             |
| |                                          |                             |                                                 |                                        |                  |             |
| 74 (19x05) | (англ. Deception)                        | Питер Медак                 | Дебби Сарджент                                  |                                        | 25 апреля 1997   | 519         |
| Расследование дела о смерти мужчины, перевозившего в желудке презервативы, заполненные героином, снова ведут Льюиса, Стайверс и Келлермана к Махоуни. При попытке задержать Махоуни Келлерман убивает его. Манч открывает дело об убийстве, которое, возможно, произошло в 1987 году. Бейлис соглашается стать напарником Пэмблтона.          |                                          |                             |                                                 |                                        |                  |             |
| |                                          |                             |                                                 |                                        |                  |             |
| 75 (20x05) | (англ. Narcissus)                        | Жан де Сегонзак             | Яфет Котто                                      |                                        | 2 мая 1997       | 520         |
| Вооружённый подозреваемый скрывается от полиции в штаб-квартире Африканского движения возрождения. Глава движения — бывший полицейский, который имеет высоких покровителей. Стайверс размышляет, правильно ли поступил Келлерман, убив Махоуни.                                                                                               |                                          |                             |                                                 |                                        |                  |             |
| |                                          |                             |                                                 |                                        |                  |             |
| 76 (21x05) | (англ. Partners And Other Strangers (1)) | Лесли Либман и Лари Уильямс | Аня Эпштейн, Джули Мартин и Дерил Лемонт Уоттон |                                        | 9 мая 1997       | 521         |
| Пэмблтон и Броди приезжают на место самоубийства. Они находят труп Бо Фелтона, бывшего сотрудника отдела. Доктор Кокс выясняет, что это было убийство. Джиарделло узнаёт, что Фелтон работал под прикрытием прежде, чем его убили. Пэмблтон, Хоуард и детектив Пол Фалзон из отдела угонов ищут убийцу. Из Европы возвращается Меган Рассерт. |                                          |                             |                                                 |                                        |                  |             |
| |                                          |                             |                                                 |                                        |                  |             |
| 77 (22x05) | (англ. Strangers And Other Partners (2)) | Кеннет Финк                 | Дэвид Саймон, Джеймс Йошимура и Том Фонтана     |                                        | 16 мая 1997      | 522         |
| Келлерман и Кокс просыпаются после бурной ночи. Хоуард хочет расследовать убийство Фелтона, но Джиарделло оставляет дело за Пэмблтоном. Пэмблтон работает с детективом Стюартом Гарти, Бейлис — с Полом Фалзоном, а Манч — один. Джиарделло узнаёт, что в следующем году всех детективов перебросят на три месяца в другие отделы.            |                                          |                             |                                                 |                                        |                  |             |
| |                                          |                             |                                                 |                                        |                  |             |

### Шестой сезон (1997—1998)
| Номер | Название                       | Режиссёр                    | Сценарий                   | Приглашённая звезда                      | Дата премьеры   | Произв. код |
| --- | ------------------------------ | --------------------------- | -------------------------- | ---------------------------------------- | --------------- | ----------- |
| 78 (1x06) | (англ. Blood Ties (1))         | Алан Тейлор                 | Аня Эпштейн                | Джеймс Эрл Джонс и Джеффри Райт          | 17 октября 1997 | 601         |
| Пэмблтон и Бейлис возвращаются из отдела ограблений в отдел убийств. Появляются новые работники: уже знакомые детективы Гарти и Фалзон, а также новичок, женщина-детектив Лора Баллард. Джиарделло отправляется на торжественный приём к своему другу Феликсу Уилсону, где вскоре происходит убийство. Жертва — экономка Уилсона Малия Бриера, чей труп нашли в мужском туалете.                                               |                                |                             |                            |                                          |                 |             |
| |                                |                             |                            |                                          |                 |             |
| 79 (2x06) | (англ. Blood Ties (2))         | Ник Гомес                   | Дэвид Саймон               |                                          | 24 октября 1997 | 602         |
| Расследование убийства Малии Бриеры заходит в тупик. Баллард считает, что Джиарделло и Пэмблтон не подозревают Уилсона в убийстве потому, что он чернокожий. Манч и Келлерман расследуют дело о мужском трупе, найденном в парке. |                                |                             |                            |                                          |                 |             |
| |                                |                             |                            |                                          |                 |             |
| 80 (3x06) | (англ. Blood Ties (3))         | Марк Пеллингтон             | Дэвид Саймон и Аня Эпштейн |                                          | 31 октября 1997 | 603         |
| Дело об убийстве Малии Бриеры приобретает скандальный характер. Льюис и Фалзон расследуют убийство двух человек, которое приводит их к организации убитого Махоуни. Пэмблтон наконец докапывается до правды в деле экономки Уилсона, хотя официально дело остаётся нераскрытым. Жена Пэмблтона ждёт второго ребёнка. |                                |                             |                            |                                          |                 |             |
| |                                |                             |                            |                                          |                 |             |
| 81 (4x06) | (англ. Birthday)               | Элисон Маклин               | Джули Мартин               |                                          | 7 ноября 1997   | 604         |
| Льюис и Фалзон пытаются понять, кто изнасиловал и зверски избил женщину. Этим же делом занимается Терри Стайверс, которая работает в отделе по раскрытию сексуальных преступлений. Сестра Лютера Махоуни шантажирует Келлермана. |                                |                             |                            |                                          |                 |             |
| |                                |                             |                            |                                          |                 |             |
| 82 (5x06) | (англ. Baby It’s You)          | Эд Шерин                    | Джордж Замакона            | Джерри Орбах Сэм Уотерстон и Кэри Лоуэлл | 14 ноября 1997  | 605         |
| Девочка-подросток была изнасилована в Балтиморе, а её труп нашли в Нью-Йорке. Детективы Ленни Бриско и Рей Кёртис приезжают в Балтимор для совместного расследования этого преступления. Их напарниками становятся Манч и Фалзон. |                                |                             |                            |                                          |                 |             |
| |                                |                             |                            |                                          |                 |             |
| 83 (6x06) | (англ. Saigon Rose)            | Ник Гомес                   | Эрик Овермайер             |                                          | 21 ноября 1997  | 606         |
| На глазах у двух вьетнамских подростков убивают их родителей, дядю и тётю, а также полицейского, который был их охранником. Это массовое убийство расследуют Пэмблтон и Льюис. У Баллард резко ухудшается здоровье. |                                |                             |                            |                                          |                 |             |
| |                                |                             |                            |                                          |                 |             |
| 84 (7x06) | (англ. The Subway)             | Гэри Фледер                 | Джеймс Йошимура            | Винсент Д’Онофрио                        | 5 декабря 1997  | 607         |
| Чрезвычайное происшествие в метро — мужчина падает под поезд, но остаётся жив, правда, неизвестно, выживет ли он. Пэмблтон пытается скрасить время пострадавшего. Пока спасатели пытаются вытащить его, Бейлис пытается выяснить, был ли это несчастный случай или покушение на убийство. |                                |                             |                            |                                          |                 |             |
| |                                |                             |                            |                                          |                 |             |
| 85 (8x06) | (англ. All Is Bright)          | Мэтт Ривз                   | Рафаэль Альварес           | Кэрол Кейн и Кэтрин Эрбе                 | 12 декабря 1997 | 608         |
| Баллард и Гарти расследуют убийство мужчины, которому разбили голову в прачечной. У Манча возникают сложности в личной жизни. Бейлис и Кокс вместе празднуют Рождество в баре «Береговая линия». |                                |                             |                            |                                          |                 |             |
| |                                |                             |                            |                                          |                 |             |
| 86 (9x06) | (англ. Closet Cases)           | Лесли Либман и Лари Уильямс | Кристофер Кайл             | Питер Галлахер                           | 2 января 1998   | 609         |
| У Бейлиса и Кокс возникают сложности после очередной проведённой вместе ночи. Бейлис с Пэмблтоном расследует убийство человека, которого зверски избили, а тело положили в мусорный контейнер возле ресторана. Фалзон борется с бывшей женой за право чаще видеть сына. |                                |                             |                            |                                          |                 |             |
| |                                |                             |                            |                                          |                 |             |
| 87 (10x06) | (англ. Sins Of The Father)     | Мэри Харрон                 | Деррил Лемонт Уоттон       |                                          | 9 января 1998   | 610         |
| Льюис и Фалзон расследуют смерть рекламного менеджера, которому связали руки, избили хлыстом и повесили. Убийство произошло в негритянской части города. Бейлис с Лорой Баллард посещают художественную выставку. |                                |                             |                            |                                          |                 |             |
| |                                |                             |                            |                                          |                 |             |
| 88 (11x06) | (англ. Shaggy Dog, City Goat)  | Кайл Секор                  | Эрик Овермейер             | Джейн Медоуз                             | 16 января 1998  | 611         |
| Джулиана Кокс получает почётную премию за свою работу. Сестра Лютера Махоуни Джорджия Рей подаёт в суд на Стайверс, Льюиса, Келлермана, Джиарделло и Кокс, обвиняя их в умышленном убийстве брата. |                                |                             |                            |                                          |                 |             |
| |                                |                             |                            |                                          |                 |             |
| 89 (12x06) | (англ. Something Sacred (1))   | Ули Эдел                    | Аня Эпштейн                |                                          | 30 января 1998  | 612         |
| Бейлис уходит в отпуск. Льюис исчезает без вести. Детективы «убойного отдела» расследуют убийство священника. Плёнка, на которой запечатлено, как этот священник совращает мальчиков, попадает на телевидение. Терри Стайверс приходит на работу в отдел. Келлерман считает, что она связана с исчезновением Льюиса. |                                |                             |                            |                                          |                 |             |
| |                                |                             |                            |                                          |                 |             |
| 90 (13x06) | (англ. Something Sacred (2))   | Ули Эдел                    | Дэвид Саймон               |                                          | 30 января 1998  | 613         |
| Расследование убийства священника заходит в тупик. То же самое происходит с расследованием второго убийства. Атмосфера в отделе накаляется до предела. Фалзон находит Льюиса. Келлерман напивается, Бейлис и Кокс пытаются удержать его от вождения. |                                |                             |                            |                                          |                 |             |
| |                                |                             |                            |                                          |                 |             |
| 91 (14x06) | (англ. Lies And Other Truths)  | Ник Гомес                   | Ноэль Бен                  | Джон Гловер                              | 6 марта 1998    | 614         |
| Келлерман и Манч расследуют дорожное столкновение, в результате которого оба водителя погибли. Их коллеги занимаются делом человека, который позвонил по мобильному телефону из зарытого гроба. Фалзон проигрывает суд за право на опеку над сыном. Джулиану Кокс увольняют, и она уезжает из Балтимора. |                                |                             |                            |                                          |                 |             |
| |                                |                             |                            |                                          |                 |             |
| 92 (15x06) | (англ. Pit Bull Sessions)      | Барбара Копл                | Шон Уайтселл               | Пол Джаматти                             | 13 марта 1998   | 615         |
| Пэмблтон и Фалзон расследуют загадочную смерть пожилого человека, которого, возможно, загрызли питбультерьеры его внука. В это время остальные детективы сидят в баре «Береговая линия» и рассказывают истории о самых глупых преступниках. |                                |                             |                            |                                          |                 |             |
| |                                |                             |                            |                                          |                 |             |
| 93 (16x06) | (англ. Mercy)                  | Алан Тейлор                 | Эрик Овермейер             | Элфри Вудард                             | 20 марта 1998   | 616         |
| Пэмблтон и Бейлис расследуют смерть ракового больного, которому ввели смертельную дозу морфия. Сестра умершего считает, что произошло умышленное убийство. Стайверс и Фалзон расследуют убийства школьницы и владельца пиццерии, а также ограбление. |                                |                             |                            |                                          |                 |             |
| |                                |                             |                            |                                          |                 |             |
| 94 (17x06) | (англ. Abduction)              | Кеннет Финк                 | Джули Мартин               |                                          | 27 марта 1998   | 617         |
| Маленького мальчика похищают в парке посреди дня. Детективы «убойного» отдела во главе с Фалзоном начинают его поиски. К делу присоединяются работники телевидения. Истину удаётся установить при помощи гипноза. |                                |                             |                            |                                          |                 |             |
| |                                |                             |                            |                                          |                 |             |
| 95 (18x06) | (англ. Full Court Press)       | Кларк Джонсон               | Филипп Эпштейн             |                                          | 3 апреля 1998   | 618         |
| Манч и Гарти расследуют убийство школьника, который также был известным баскетболистом. В ходе расследования всплывают неприятные подробности из жизни убитого. Между тем погибают несколько человек из организации Махоуни, и возникает подозрение, что к убийствам причастен Льюис. |                                |                             |                            |                                          |                 |             |
| |                                |                             |                            |                                          |                 |             |
| 96 (19x06) | (англ. Strangled, Not Stirred) | Джей Тобиас                 | Линда Макгибни             |                                          | 10 апреля 1998  | 619         |
| Баллард и Гарти расследуют убийство молодой женщины, которую задушили. В скором времени происходит схожее убийство. Пэмблтон и Стайверс расследуют убийства наркоторговцев из организации Махоуни. Вскоре детективы получают ценную информацию от Льюиса. |                                |                             |                            |                                          |                 |             |
| |                                |                             |                            |                                          |                 |             |
| 97 (20x06) | (англ. Secrets)                | Эд Бьянчи                   | Яфет Котто                 |                                          | 17 апреля 1998  | 620         |
| Льиса судят за применение оружия против Джорджии Махоуни. Баллард и Манч расследуют самоубийство известной деловой женщины. Пэмблтон и Бейлис расследуют самоубийство богатого мужчины. На первый взгляд, обе смерти не связаны. Терри Стайверс и Фалзон расследуют убийство ещё одного члена банды Махоуни. |                                |                             |                            |                                          |                 |             |
| |                                |                             |                            |                                          |                 |             |
| 98 (21x05) | (англ. Finnegan’s Wake)        | Стив Бушеми                 | Дэвид Уиллис               | Чарльз Дёрнинг                           | 24 апреля 1998  | 621         |
| Бейлис вспоминает об убийстве Адены Уотсон и мучается от того, что оно осталось нераскрытым. В полицию приходит мужчина, который сообщает, что в 1932 году его отец (ныне уже умерший) совершил изнасилование и убийство девочки. К расследованию присоединяется отставной полицейский Томас Финнеган, который когда-то вёл это дело.                                                                                          |                                |                             |                            |                                          |                 |             |
| |                                |                             |                            |                                          |                 |             |
| 99 (22x05) | (англ. Fallen Heroes (1))      | Кэтрин Бигелоу              | Лоис Джонсон               | Мекай Файфер                             | 1 мая 1998      | 622         |
| Судья Гиббон, который занимался иском Джорджии Рей Махоуни, убит у здания суда. Стайверс и Фалзон расследуют убийство офицера по надзору за условно-досрочно освобождёнными преступниками. Расследование выводит их к наркоторговцу Пони Джонсону. Арестованный сын Махоуни открывает стрельбу в отделе, убивает трёх патрульных и тяжело ранит Гарти и Баллард, однако в перестрелке погибает сам. Отдел погружается в траур. |                                |                             |                            |                                          |                 |             |
| |                                |                             |                            |                                          |                 |             |
| 100 (23x05) | (англ. Fallen Heroes (2))      | Кэтрин Бигелоу              | Джой Люско                 |                                          | 8 мая 1998      | 623         |
| Начинается война против организации Джорджии Рей Махоуни. Джорджия Рей погибает при штурме здания. Стайверс рассказывает Джиарделло правду о том, как погиб Лютер Махоуни. Бейлис получает тяжёлое ранение, защищая Пэмблтона. Келлерман и Пэмблтон уходят в отставку. |                                |                             |                            |                                          |                 |             |
| |                                |                             |                            |                                          |                 |             |

### Седьмой сезон (1998—1999)
| Номер | Название                                | Режиссёр       | Сценарий         | Приглашённая звезда                           | Дата премьеры    | Произв. код |
| --- | --------------------------------------- | -------------- | ---------------- | --------------------------------------------- | ---------------- | ----------- |
| 101 (1x07) | (англ. La Famiglia)                     | Ник Гомес      | Том Фонтана      |                                               | 25 сентября 1998 | 701         |
| Бейлис, Гарти и Баллард возвращаются к работе после ранений. В отделе новая сотрудница — детектив Рене Шепард. Бейлис, Манч, Фалзон и Стайверс расследуют зверские убийства Анжело Фальтиско и Лео Гримальди, которые были хорошими знакомыми Эла Джиарделло. В Балтимор из Аризоны приезжает сын лейтенанта — агент ФБР Майк Джиарделло.                                                              |                                         |                |                  |                                               |                  |             |
| |                                         |                |                  |                                               |                  |             |
| 102 (2x07) | (англ. Brotherly Love)                  | Питер Медак    | Джули Мартин     | Джо Перри                                     | 16 октября 1998  | 702         |
| Шепард и Льюис расследуют убийство мужчины, который жил со своим братом-близнецом. Гарти и Баллард расследуют убийство подростка, которого застрелили. Майк Джиарделло переводится на постоянную работу в отдел убийств полиции Балтимора. |                                         |                |                  |                                               |                  |             |
| |                                         |                |                  |                                               |                  |             |
| 103 (3x07) | (англ. Just An Old Fashioned Love Song) | Лесли Либман   | Эрик Овермайер   |                                               | 23 октября 1998  | 703         |
| Майк Джиарделло и Лора Баллард расследуют дело о перестрелке в доме известного спортивного доктора. У Манча появляются проблемы со Службой внутренних доходов. Биллу Лу влюбляется в Манча, он отвечает ей взаимностью. Гарти разводится с женой. Баллард говорит Майку, что влюблена в Фалзона. |                                         |                |                  |                                               |                  |             |
| |                                         |                |                  |                                               |                  |             |
| 104 (4x07) | (англ. The Twenty Percent Solution)     | Кларк Джонсон  | Дэвид Саймон     | Пэтти Д'Арбанвилл                             | 30 октября 1998  | 704         |
| Жена известного писателя утверждает, что её мужа убил его литературный агент. Баллард и Гарти берутся за дело, однако никаких доказательств убийства нет, в том числе трупа. Манч и Бейлис расследуют убийство пожилой женщины, сопряжённое с ограблением. |                                         |                |                  |                                               |                  |             |
| |                                         |                |                  |                                               |                  |             |
| 105 (5x07) | (англ. Red, Red Wine)                   | Эд Бьянчи      | Сара Б. Чарно    | Пэт Хингл                                     | 6 ноября 1998    | 705         |
| Баллард идёт на свидание с Фалзоном, и об этом узнаёт весь отдел. Патолог говорит Бейлису и Шепард, что три человека в короткий срок умерли от странного вируса и что это похоже на убийство. К делу подключается ФБР, так как возникает подозрение на терроризм. |                                         |                |                  |                                               |                  |             |
| |                                         |                |                  |                                               |                  |             |
| 106 (6x07) | (англ. Wanted Dead Or Alive (1))        | Роберт Хармон  | Джеймс Йошимура  | Кристофер Мелони                              | 13 ноября 1998   | 706         |
| Охотники за головами, преследуя преступника Джо Эррико, по ошибке убивают невиновного человека. Это дело расследуют Фалзон и Стайверс. Прокурор Денверс говорит, что предъявить обвинение будет проблематично. Преследуя преступника на машинах, детективы попадают в ДТП, и Льюис получает тяжёлое ранение.                                                                                           |                                         |                |                  |                                               |                  |             |
| |                                         |                |                  |                                               |                  |             |
| 107 (7x07) | (англ. Wanted Dead Or Alive (2))        | Роберт Хармон  | Аня Эпштейн      |                                               | 20 ноября 1998   | 707         |
| Льюис госпитализирован в тяжёлом состоянии. Майк Джиарделло на грани нервного срыва, так как в произошедшем немало и его вины. Детективы отдела решают сами поймать Джо Эррико. Майк и Бейлис с охотниками за головами едут в Майями, так как Эррико бежал туда. Фалзон и Баллард проводят вечер вместе.                                                                                               |                                         |                |                  |                                               |                  |             |
| |                                         |                |                  |                                               |                  |             |
| 108 (8x07) | (англ. Kellerman, P.I. (1))             | Кеннет Финк    | Джой Люско       | Джена Мэлоун и Рид Даймонд                    | 4 декабря 1998   | 708         |
| Фалзон и Стайверс ведут дело о младенце, которого нашли закопанным в лесу. Дело становится резонансным. Убийц вскоре находят, но у Денверса почти нет улик. Этим же делом занимается Майк Келлерман, который теперь работает частным детективом. Работники «убойного» отдела не рады встрече с бывшим коллегой. Отношения Фалзона и Баллард продолжаются, они проводят ночь вместе.                    |                                         |                |                  |                                               |                  |             |
| |                                         |                |                  |                                               |                  |             |
| 109 (9x07) | (англ. Kellerman, P.I. (2))             | Джей Тобиас    | Шон Уайтселл     | Рид Даймонд                                   | 12 декабря 1998  | 709         |
| Дело об убийстве младенца набирает обороты. Фалзон в ярости от результата расследования. Он и Стайверс расследуют дело заново. Весь отдел начинает ненавидеть Келлермана. Дело об убийстве младенца наконец-то заканчивается, но крайне неприятным для всех образом. Фалзон и Келлерман расходятся с миром.                                                                                            |                                         |                |                  |                                               |                  |             |
| |                                         |                |                  |                                               |                  |             |
| 110 (10x07) | (англ. Shades Of Gray)                  | Адам Бернштайн | Ти Джей Инглиш   |                                               | 8 января 1999    | 710         |
| Баллард берёт отгул на 3 дня. В Балтиморе начинаются межрасовые разборки. Происходят массовые беспорядки и кровавые столкновения. В результате происходят убийства водителя автобуса и чернокожего наркоторговца. Первым убийством занимаются Гарти и Майк Джиарделло, а вторым — Льюис и Шепард. |                                         |                |                  |                                               |                  |             |
| |                                         |                |                  |                                               |                  |             |
| 111 (11x07) | (англ. Bones Of Contention)             | Брэд Андерсон  | Джейсон Йошимура |                                               | 15 января 1999   | 711         |
| Манч и Льюис расследуют дело о скелете женщины, найденном при строительстве кондоминиума. Рене Шепард отстраняют от оперативной работы из-за полученного ранения. Джиарделло говорит Фалзону о недопустимости служебных романов. |                                         |                |                  |                                               |                  |             |
| |                                         |                |                  |                                               |                  |             |
| 112 (12x07) | (англ. The Same Coin)                   | Лиза Холоденко | Шэрон Гускин     |                                               | 29 января 1999   | 712         |
| Майк Джиарделло и Манч расследуют убийство пожилого мужчины, которого переехала машина. Гарти мучается от кошмарных воспоминаний о своей службе во Вьетнаме. Шепард возвращается к активной работе. Фалзон и Стайверс расследуют дело о разложившемся трупе мужчины с многочисленными пулевыми ранениями.                                                                                              |                                         |                |                  |                                               |                  |             |
| |                                         |                |                  |                                               |                  |             |
| 113 (13x07) | (англ. Homicide.com)                    | Джей Тобиас    | Сара Б. Чарно    |                                               | 5 февраля 1999   | 713         |
| Шепард и Бейлис расследуют убийство девушки, совершённое мужчиной в маске, которое было заснято на видео. Вскоре происходит второе подобное убийство. Убийца оставляет для детективов загадочные послания. У Бейлиса и Шепард происходит конфликт из-за расследования. Убийцу арестовывают, им оказывается некий Люк Райленд.                                                                          |                                         |                |                  |                                               |                  |             |
| |                                         |                |                  |                                               |                  |             |
| 114 (14x07) | (англ. A Case Of Do Or Die)             | Тим Ван Паттен | Аня Эпштейн      | Эми Райан                                     | 12 февраля 1999  | 714         |
| Бейлис и Баллард расследуют убийство женщины, которая должна была выйти замуж следующим утром. Майк Джиарделло и Шепард расследуют убийство мужчины, тело которого было найдено в кинотеатре. Майк говорит Шепард, что его сестра Чериз скоро родит, а значит, лейтенант Эл Джиарделло станет дедушкой.                                                                                                |                                         |                |                  |                                               |                  |             |
| |                                         |                |                  |                                               |                  |             |
| 115 (15x07) | (англ. Sideshow (2))                    | Эд Шерин       | Дэвид Саймон     | Бенджамин Брэтт, Джерри Орбах и Сэм Уотерстон | 19 февраля 1999  | 715         |
| Заместитель директора Управления Социальной Защиты, чиновница из Вашингтона Джанин Магбрайд, была переведена на работу в Балтимор, где вскоре была убита. Подозреваемую в этом убийстве расстреливают на улице посреди дня. Полицейские из Нью-Йорка совместно с коллегами из Балтимора расследуют эти убийства.                                                                                       |                                         |                |                  |                                               |                  |             |
| |                                         |                |                  |                                               |                  |             |
| 116 (16x07) | (англ. Truth Will Out)                  | Кейт Сэмплс    | Аня Эпштейн      | Элизабет Эшли                                 | 26 марта 1999    | 716         |
| В отдел приходит женщина, которая просит Фалзона заново открыть дело об убийстве её двухлетнего брата, которое произошло в 1972 году. Этим делом, будучи новичком, занимался Эл Джиарделло. У Бейлиса проблемы, начальству не нравится его сайт о буддизме и гомосексуальности. |                                         |                |                  |                                               |                  |             |
| |                                         |                |                  |                                               |                  |             |
| 117 (17x07) | (англ. Zen And The Art Of Murder)       | Мигель Артета  | Ллойд Росс       |                                               | 2 апреля 1999    | 717         |
| Льюис и Манч расследуют убийство буддистского монаха. К делу присоединяется Бейлис, тогда Манч отказывается участвовать в расследовании. Гарти и Баллард расследуют убийство чернокожего парня, которому выстрелили в грудь. Баллард и Фалзон прекращают отношения. |                                         |                |                  |                                               |                  |             |
| |                                         |                |                  |                                               |                  |             |
| 118 (18x07) | (англ. Self Defense)                    | Барбара Копл   | Яфет Котто       | Стефани Романов                               | 9 апреля 1999    | 718         |
| Стайверс и Фалзон расследуют дело человека, которого расстреляли из пистолета, когда он лежал в кровати. В убийстве признаётся его бывшая жена, которая раньше работала помощником прокурора. Она утверждает, что это была самозащита. В суде дело получает неожиданный оборот. Эл Джиарделло хочет получить звание капитана.                                                                          |                                         |                |                  |                                               |                  |             |
| |                                         |                |                  |                                               |                  |             |
| 119 (19x07) | (англ. Identity Crisis)                 | Джо Берлингер  | Уилли Реал       |                                               | 30 апреля 1999   | 721         |
| Фалзон и Льюис расследуют убийство мужчины, которому отрезали нос. Баллард и Гарти расследуют убийство барменши в стриптиз-клубе. В морге обнаруживается труп неизвестного зарезанного мужчины, но никто не знает, откуда он взялся. |                                         |                |                  |                                               |                  |             |
| |                                         |                |                  |                                               |                  |             |
| 120 (20x07) | (англ. Lines Of Fire)                   | Кэтрин Бигелоу | Джеймс Йошимура  |                                               | 7 мая 1999       | 719         |
| Молодой мужчина Эммет Кэри берёт двух детей в заложники, угрожает взорвать здание и требует в качестве переговорщика Майка Джиарделло. Поначалу переговоры идут нормально, но потом Кэри расстреливает свою жену через окно. Ситуация накаляется. |                                         |                |                  |                                               |                  |             |
| |                                         |                |                  |                                               |                  |             |
| 121 (21x07) | (англ. The Why Chromosome)              | Кайл Секор     | Аня Эпштейн      |                                               | 14 мая 1999      | 720         |
| Шепард и Баллард выезжают на расследование убийства школьницы, которая была избита, а потом застрелена. Выясняется, что девочка входила в уличную банду, состоящую из одних девочек. В ходе расследования у напарниц возникают разногласия. Вскоре происходит ещё одно убийство. |                                         |                |                  |                                               |                  |             |
| |                                         |                |                  |                                               |                  |             |
| 122 (22x07) | (англ. Forgive Us Our Trespasses)       | Алан Тейлор    | Том Фонтана      |                                               | 21 мая 1999      | 722         |
| Люк Райленд освобождён из-за халатности судебных чиновников. Рассерженный Бейлис едва не дерётся с Денверсом. Льюис и Фалзон расследуют убийство наркоманки. Джиарделло предлагают повышение, для подготовки к празднованию приезжает его дочь. Манч и Билли Лу женятся. Бейлис признаётся Манчу, что подозревал его в убийстве Гордона Прэтта. Вскоре находят труп Райленда. Бейлис уходит из отдела. |                                         |                |                  |                                               |                  |             |
| |                                         |                |                  |                                               |                  |             |

### Телевизионный фильм
| Номер | Название                                           | Режиссёр        | Сценарий                                      | Дата премьеры   |  |
| --- | -------------------------------------------------- | --------------- | --------------------------------------------- | --------------- |  |
| 123 | «Убойный отдел. Фильм» (англ. Homicide: The Movie) | Жан де Сегонзак | Том Фонтана, Эрик Овермейер и Джеймс Йошимура | 13 февраля 2000 |  |
| Эл Джиарделло покидает пост начальника отдела убийств. Он баллотируется в мэры Балтимора. Во время выступления Эла на конференции на открытом воздухе кто-то стреляет в него несколько раз и ранит. Эла госпитализируют в тяжёлом состоянии. Гарти, который стал начальником отдела убийств, поднимает весь отдел на расследование. Льюис, Фалзон, Баллард, Шепард и Стайверс начинают отработку подозреваемых. В госпиталь к отцу едет Майкл Джиарделло, который стал офицером полиции. Манч, уже давно работающий в Нью-Йорке, приезжает в Балтимор, где встречает Боландера, который уже давно на пенсии. Они оба приходят в отдел на помощь бывшим коллегам. С отдыха возвращается Бейлис, также приезжает Пэмблтон, который теперь занимается преподавательской работой. Кей Хоуард, работающая в другом отделе, тоже принимает участие в расследовании, кроме того, свою помощь предлагает Келлерман. В госпиталь к Джиарделло приезжают Джулиана Кокс, Меган Рассерт и доктор Грисом. Вскоре появляется и доктор Шайнер. Вся команда «убойного» отдела собралась вместе. |                                                    |                 |                                               |                 |  |
| |                                                    |                 |                                               |                 |  |

## Комментарии
1. ↑  В этой серии также упоминаются дела Хиллсайдских душителей, Бостонского душителя и Патти Херст
2. ↑  Уличный торговец, перевозящий овощи на арбе
3. ↑  Серия должна была быть выйти в эфир третьей, но её показали только в конце сезона. Для того, чтобы не возникало сюжетных неувязок (в частности, зрители видят в этой серии офицера Криса Тормана, ещё не пострадавшего от ранения), в начало был добавлен титр, что действие происходит несколько месяцев назад.
4. ↑  Последнее появление Стива Кросетти в связи с самоубийством персонажа. Тем не менее, Стив Кросетти появится в полнометражном фильме.
5. ↑  Серия должна была выйти в эфир четвёртой, но вышла на экраны шестой. Для того чтобы не возникло сюжетных неувязок (так, в четвёртом эпизоде Льюис говорит Эмме Зул, что детектив Кросетти умер), в начале серии был добавлен титр, что действие эпизода происходит в октябре (то есть до эпизодов с участием Эммы Зул)
6. ↑  Название серии обыгрывает название сериала «Закон и порядок» (Law & Order) — это первый из кроссоверов, когда пересекаются сюжеты двух телесериалов
7. ↑  События серии происходят после событий, показанных в 21-й серии (и до того, как были ранены Хоуард, Боландер и Фелтон). Начало сопровождается титром «Спустя шесть недель после смерти детектива Кросетти».
8. ↑  Последнее появление детективов Бо Фелтона и Стэнли Боландера. Бо Фелтон будет убит в 5 сезоне. Несмотря на это, оба детектива появятся в полнометражном фильме.
9. ↑  Второй кроссовер «Убойного отдела» и «Закона и порядка»
10. ↑  Последнее появление детектива Кей Хоуард. В следующий раз её персонаж появится в полнометражном фильме.
11. ↑  Третий кроссовер между «Убойным отделом» и «Законом и порядком».
12. ↑  Последнее появление детектива Фрэнка Пэмблтона. В следующий раз его персонаж появится в полнометражном фильме.
13. ↑  Последнее появление Майка Келлермана. В следующий раз его персонаж появится в полнометражном фильме.
14. ↑  Четвёртый и последний кроссовер между «Убойным отделом» и «Законом и порядком».
15. ↑  После окончания данного телесериала детектив Джон Манч станет постоянным персонажем телесериала «Закон и порядок: Специальный корпус».